# Kuchhausen (Windeck)
Kuchhausen ist ein im nördlichen Westerwald gelegener Ortsteil der Gemeinde Windeck im Rhein-Sieg-Kreis. Der Ort ist ein Wohnort. Früher wurde hier im Basaltkrater Blauer Stein Basalt gebrochen.

## Lage

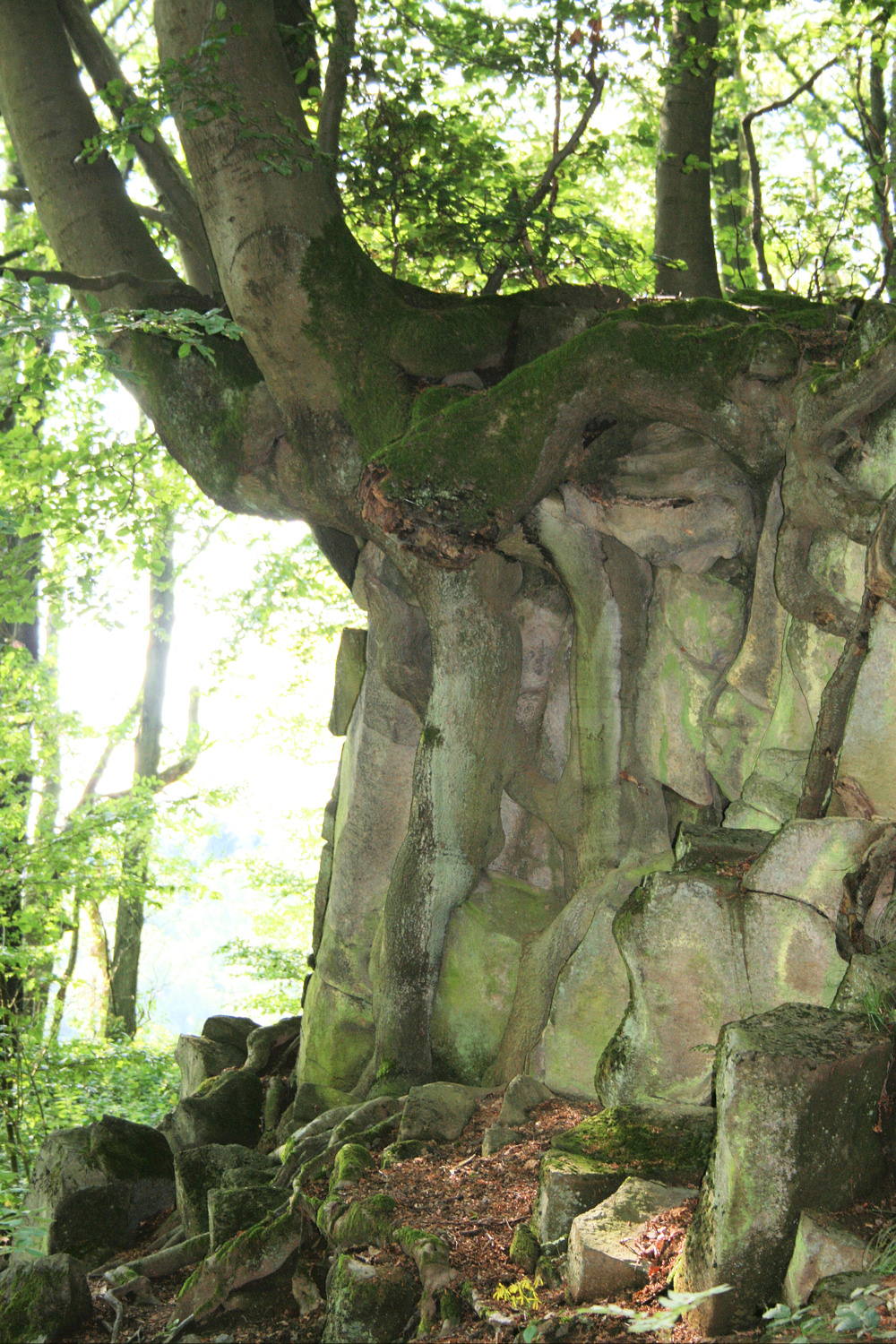
Ehemaliger Basaltsteinbruch Blauer Stein

Kuchhausen liegt südlich von Alsen, Eutscheid und Kocherscheid, westlich von Bitzen, Friedenthal und Mittelirsen und nördlich von Rimbach (Oberirsen) in einer Höhe zwischen 287 m und 351 m. Westlich liegen außer der Landesstraße 147 (Nordrhein-Westfalen) / 276 (Rheinland-Pfalz) nur die Wälder der Leuscheid.

## Geschichte
1910 hatte Kuchhausen 44 Haushaltungen. Die ansässigen Familien waren Bergmann, Bitzer, Brandenburger, Engelbert, Fürbach, Fuchs, Gansauer, Grab, Griesenbach, Haßel, Hein, Hilkhausen, Kappenstein, Krämer, Ludwigs, Müller, Neitzert, Ochsenbrücher, Selbach, Schmidt, Stöber und Weber. Neben Ackerern und Tagelöhnern werden die Viehhändler Ludwig und Wilhelm Krämer erwähnt.

## Mit Kuchhausen verbunden
Der Fotograf August Sander, bekannt auch als Dokumentarist des Westerwaldes und seiner Bewohner in der ersten Hälfte des 20. Jahrhunderts, verlegte ab 1942 aufgrund der zunehmenden Bombenangriffe in Köln seinen Wohnsitz nach Kuchhausen und lebte hier bis 1963.